# مصلحة سلامة الغذاء والمراقبة الأمريكية
مصلحة سلامة الغذاء والمراقبة الأمريكية (بالإنجليزية: Food Safety and Inspection Service)‏ هي وكالة تابعة لوزارة الزراعة الأمريكية وهي وكالة تنظيمية مهمتها التأكد من سلامة المنتجات الغذائية في الولايات المتحدة كاللحوم والدواجن ومنتجات البيض وأنها صحية ومُعبأة بشكل صحيح، وتستمد هذه المصلحة سلطتها من قانون فحص اللحوم لعام 1906 وقانون فحص منتجات الدواجن لعام 1957 وقانون فحص منتجات الييض لعام 1970، وهي مسؤولة أيضًا عن سلامة الأغذية العامة الخاصة بالمؤسسات وكذلك التحقيق التجاري.